# Thomas Rundle
Thomas Rundle (vers 1688–1743) est un religieux anglais soupçonné d'avoir des opinions peu orthodoxes. Il devient évêque anglican de Derry peu de temps après qu'une controverse très médiatisée l'ait empêché de devenir évêque de Gloucester en 1733.

## Jeunesse
Il est né à Milton Abbot, Devon, vers 1688, fils de Thomas Rundle, un pasteur d'Exeter. Après le lycée d'Exeter sous John Reynolds, il s'inscrit comme roturier à l'Exeter College d'Oxford le 5 avril 1704, à l'âge de 16 ans. Il obtient le diplôme de BCL en 1710 .
En 1712, Rundle fait la connaissance de William Whiston, à Oxford pour des études patristiques et pour trouver un soutien à sa Society for Promoting Primitive Christianity. Rundle et son tuteur Thomas Rennel sympathisent, mais pensent que Whiston ne trouverait aucune autre recrue locale. Rundle devient la même année le tuteur du fils unique de John Cater de Kempston, près de Bedford. Whiston lui rend visite et suggère un examen critique des oracles sibyllins, qu'il ne termine pas. Se rendant à Londres, il assiste à la société de Whiston, qui tient des réunions du 3 juillet 1715 au 28 juin 1717 ; mais Thomas Emlyn trouve Rundle mondain. Rundle informe Whiston qu'il a l'intention de prendre les ordres sacrés, ce que Whiston a mal pris; et devient plus un disciple de Samuel Clarke .

## Prêtre
Rundle est ordonné diacre le 29 juillet et prêtre le 5 août 1716 par William Talbot alors évêque de Salisbury. Son fils cadet Edward est un ami proche de Rundle depuis l'époque d'Oxford. Talbot fait de Rundle son aumônier domestique et lui donne une prébende de la Cathédrale de Salisbury. Rundle devient vicaire d'Inglesham, Wiltshire, en 1719, et recteur de Poulshot, Wiltshire, en 1720, les deux postes étant à la nomination de l'évêque. Talbot le nomme archidiacre de Wilts (1720) et trésorier de Sarum (1721) .
À Salisbury, Rundle a bien connu Thomas Chubb ; ils se sont peut-être rencontrés par Whiston. Il loue le bon sens des publications de Chubb, jusqu'en 1730. Edward Talbot meurt en décembre 1720, mais sa famille continue à soutenir Rundle. Talbot devient évêque de Durham et le nomme dans une prébende de la cathédrale (23 janvier 1722), lui donnant également le presbytère de Sedgefield et le nommant (1728) à la maîtrise de l'hôpital de Sherburn. Il vit à l'évêché comme aumônier résident de septembre 1722 jusqu'à la mort de Mgr Talbot le 10 octobre 1730, Thomas Secker étant son confrère aumônier de 1722 à 1724. Le 5 juillet 1723, il passe DCL à Oxford .

## Controverse épiscopale
En décembre 1733, le siège de Gloucester devient vacant à la mort d'Elias Sydall. Rundle est nommé à sa place par Charles Talbot (1er baron Talbot) le Lord grand chancelier (fils aîné de l'évêque Talbot) qui en fait son aumônier. La nomination est annoncée, mais Edmund Gibson, évêque de Londres, intervient .
Rundle est attaqué pour ses bonnes relations avec Chubb et est traité de déiste ; mais moins ouvertement, la véritable objection porte sur la politique de l'église de Rundle. L'allié de Gibson, Richard Venn, recteur de St. Antholin's, à Londres, rapporte une conversation entre Rundle et Robert Cannon, qui est connu pour ses remarques sceptiques légères. Rundle est défendu par Arthur Ashley Sykes (en) et John Conybeare, et est connu pour avoir prêché contre les déistes et débattu contre Matthew Tindal et Anthony Collins dans le café grec.

## Évêque de Derry
L'issue est finalement un compromis : le siège de Gloucester revient à Martin Benson, un ami de Rundle, tandis que Rundle lui-même est impopulairement nommé à Derry, plutôt une riche sinécure. Le 3 août 1735, il est sacré par Hugh Boulter (en), Arthur Price (en) et Josiah Hort (en). Il vit principalement à Dublin . Lors du procès d'Henry Barry, 4e baron Barry de Santry, pour le meurtre de Laughlin Murphy, un barman de taverne, en 1739, Rundle, en tant que pair spirituel, a le droit d'être un observateur du procès, mais selon une ancienne tradition, il n'a pas droit de participer au verdict. Il s'est vivement intéressé à la procédure, faisant l'éloge de l'avocat de l'accusation, tout en déplorant la faiblesse de l'équipe juridique de la défense . Lord Santry est reconnu coupable et condamné à mort, mais le roi George II, avec une réticence évidente, est finalement persuadé de lui pardonner .

## Mort
Rundle meurt célibataire à Dublin le 14 avril 1743, laissant la majeure partie de sa fortune de 20 000 £ à John Talbot.

## Œuvres
Rundle publie quatre sermons uniques (1718-1736). Ses lettres… avec mémoires d'introduction, Gloucester, 1789, 2 vols. (réimprimé, Dublin, la même année), sont édités par James Dallaway. La plupart d'entre eux sont adressés à Barbara (1685–1746), fille de Sir Richard Kyrle, gouverneur de Caroline du Sud, et veuve de William Sandys (1677–1712) de Miserden, Gloucestershire .